# Évariste Ndayishimiye
Évariste Ndayishimiye (Giheta,17 de junho de 1968) é um militar e político do Burundi, atual presidente do Burundi, desde 2020. Envolveu-se no Conselho Nacional de Defesa da Democracia - Forças de Defesa da Democracia (CNDD-FDD), durante a Guerra Civil do Burundi, onde levantou as fileiras de sua milícia.
Ao final da guerra civil, ele entrou no Exército do Burundi e ocupou vários cargos políticos, sob os auspícios do Presidente Pierre Nkurunziza, que o endossou como seu sucessor, antes das eleições de 2020. Após eleito com grande maioria, Ndayishimiye iniciou seu mandato em 18 de junho de 2020, dez dias após a morte de Nkurunziza.

## Biografia
Évariste Ndayishimiye nasceu em 1968 em Giheta, Província de Gitega no Burundi. É tido como um católico "fervoroso". Ele começou os seus estudos de direito na Universidade de Bujumbura, onde ainda estudava em 1995, quando estudantes hútus foram massacrados como parte da violência interétnica, que acompanhou a Guerra Civil do Burundi (1993–2005).
Fugiu e juntou-se ao rebelde moderado Conselho Nacional para a Defesa da Democracia – Forças para a Defesa da Democracia, que obteve seu apoio predominantemente por étnicos Hútus. Subindo na hierarquia do grupo durante a guerra civil, ele presidiu milícias e atividades militares, ganhando o apelido de "Neva".
Uma série de acordos em 2003 abriu o caminho para o CNDD-FDD entrar na política nacional como um partido político. Ndayishimiye tornou-se Vice-chefe do Estado Maior do Exército do Burundi. Em 2005, o CNDD-FDD chegou ao poder sob a liderança de Pierre Nkurunziza, cujo histórico era semelhante.
Ndayishimiye desempenhou o cargo de Ministro do Interior e Segurança Pública de 2006 a 2007, antes de se tornar assessor militar pessoal (chef de cabinet militaire) de Nkurunziza. Cago esse que ocupou até 2014. Enquanto desempenhou o cargo, estudou na Wisdom University of Africa formou-se em 2014. Também presidiu o Comité Olímpico Nacional do Burundi por grande parte desse período.
Após uma oposição crescente, Nkurunziza anunciou em 2018 que não se candidataria ao quarto mandato como presidente em 2020. Ndayishimiye foi o candidato que ele aprovou como seu substituto no CNDD-FDD e foi considerado como um "aliado próximo". Foi relatado que Nkurunziza "queria administrar o país por trás dos bastidores", usando Ndayishimiye como marioneta após sua renúncia.
Ndayishimiye venceu as eleições realizadas em maio de 2020, conquistando 68% dos votos nacionais. No entanto, a imparcialidade do ato eleitoral foi amplamente questionada e o mesmo ocorreu em plena pandemia da COVID-19 no Burundi. Nkurunziza morreu inesperadamente em 8 de junho de 2020 e Pascal Nyabenda foi nomeado presidente interino, enquanto se aguardava uma transição originalmente programada para agosto de 2020.

## Nota
- Este artigo foi inicialmente traduzido, total ou parcialmente, do artigo da Wikipédia em inglês cujo título é «Évariste Ndayishimiye», especificamente desta versão.